# Taipinus
Taipinus is een geslacht van kevers uit de familie bladkevers (Chrysomelidae).
De wetenschappelijke naam van het geslacht werd in 2007 gepubliceerd door Lopatin.

## Soorten
- Taipinus rotundatus Lopatin, 2007